# Кадомський повіт
Кадомський повіт — адміністративно-територіальна утворення Московського царства (з початку 16 сторіччя до 1721 року) й Російської імперії (1721—1787 роки), що займав землі на північному сході Рязанської області у Нижньому Помокшанні.

## Історія
Кадомський повіт утворено на початку 16 сторіччя з центром в місті Кадом. До 1708 року сторіччя перебував у складі Приказу Казанського палацу.
У 1708 році увійшов до складу Казанської губернії.
1719 року Кадомський повіт увійшов до Шацької провінції Азовської губернії.
У 1779 році значна частина Кадомського повіту увійшла до складу Тамбовського намісництва, північна частина — до складу Нижньогородського намісництва.
У 1787 році Кадомський повіт було скасовано. Його західні землі стали увійшли до Елатомського повіту, і решта території — до Темниковського повіту Тамбовської губернії.